# Saint-Pardoux-la-Rivière
Saint-Pardoux-la-Rivière är en kommun i departementet Dordogne i regionen Nouvelle-Aquitaine i sydvästra Frankrike. Kommunen ligger i kantonen Saint-Pardoux-la-Rivière som tillhör arrondissementet Nontron. År 2022 hade Saint-Pardoux-la-Rivière 1 170 invånare.

## Befolkningsutveckling
Antalet invånare i kommunen Saint-Pardoux-la-Rivière
Referens:INSEE